# Harbin Y-11
O  HarbinY-11 é uma aeronave bimotor de asa alta pistão, Fabricado na China pela Harbin Aircraft.

## Variantes
Y-11B : é equipado com computadores de bordo avançados um motor mais potente e ar condicionado.
Y-11T  : Foram adicionado motores Pratt & Whitney PT6A-11 turboélice.
Y-12 : Principal Variante do Y-11 Foram adicionadas modificações como: Uma maior fuselagem, asas redesenhadas motores bem mais potentes e uma maior capacidade de carga e passageiros.

## Operadores
China
China Flying-Dragon Special Aviation Corp.
Xingjiang General Aviation Company
Longken General Aviation Corporation
Jiangnan General Aviation Company
Shenyang General Aviation Corporation
Guizhou Shuangyang General Aviation Corporation